# 尤奇安納 (佛羅里達州)
尤奇安納（英語：Eucheeanna）是位於美國佛羅里達州沃爾頓縣的一個非建制地區。該地的面積和人口皆未知。

## 地理
尤奇安納的座標為30°38′46″N 86°02′42″W / 30.64611°N 86.04500°W，而該地的平均海拔高度為60米（即197英尺）。